# The Frenz Experiment
Albums de The Fall
Bend Sinister
(1986) I Am Kurious, Oranj
(1988)
The Frenz Experiment est le dixième album studio de The Fall, sorti en 1988 sur le label Beggars Banquet Records. Comme les autres albums du groupe sur ce label, il a été publié sur les différents formats (vinyle, CD et cassette) avec des listes de titres différentes. Si la plupart des chansons sont uniquement créditées au leader du groupe, Mark E. Smith, l'album inclut également deux reprises. Victoria, composée par Ray Davies et à l'origine jouée par The Kinks, est un single tiré de leur album Arthur (Or the Decline and Fall of the British Empire) (1969). The Fall sortit sa propre version en single, qui atteignit la 35e place dans les charts britanniques. There's a Ghost in My House était une veille chanson de northern soul quelque peu oubliée, écrite par l'équipe Holland, Dozier & Holland et enregistrée par R. Dean Taylor en 1965 ; elle apparaît uniquement sur la version CD et avait été sortie en single au cours de l'été 1987, où elle avait atteint la 30e place, un record inégalé par le groupe jusqu'en 2007. Plusieurs critiques remarquèrent une forte similarité entre Athlete Cured et Tonight I'm Gonna Rock You Tonight de Spinal Tap,.
Danny Kelly, pour NME, juge au moment de sa sortie qu'il s'agit de l'album « le plus étrange » du groupe mais, malgré une réception critique dans l'ensemble relativement mitigée, The Frenz Experiment fut le premier du groupe à se hisser dans le top 20, à la 19e place des charts britanniques.
Smith aurait dans un premier temps voulu nommer l'album « Gene Crime Experience », mais se serait rendu compte que l'acronyme de l'album donnait « GCE », comme General Certificate of Education, ancêtre du diplôme General Certificate of Secondary Education.

## Titres

### Version vinyle
Face A (Crime Gene)
1. Frenz (Mark E. Smith) – 3:28
2. Carry Bag Man (M. Smith) – 4:26
3. Get a Hotel (Steve Hanley, Craig Scanlon, M. Smith) – 4:38
4. Victoria (Ray Davies) – 2:45
5. Athlete Cured (M. Smith) – 5:51

Face B (Experience)
1. In These Times (M. Smith) – 3:25
2. The Steak Place (M. Smith, Brix Smith) – 3:56
3. Bremen Nacht (M. Smith) – 7:00
4. Guest Informant 'excerpt' (Hanley, Scanlon, M. Smith) – 0:39
5. Oswald Defence Lawyer (Hanley, M. Smith) – 5:59

Une édition limitée du vinyle était accompagnée d'un single 45 tours incluant :
1. Bremen Nacht Run Out (M. Smith) – 4:44
2. Mark'll Sink Us (M. Smith, Hanley, Scanlon) – version live du single There's A Ghost In My House – 4:21

### Version CD
1. Frenz (M. Smith) – 3:28
2. Carry Bag Man" (M. Smith) – 4:26
3. Get a Hotel" (Hanley, Scanlon, M. Smith) – 4:38
4. Victoria" (Davies) – 2:45
5. Athlete Cured" (M. Smith) – 5:51
6. In These Times" (M. Smith) – 3:25
7. The Steak Place" (M. Smith, B. Smith) – 3:56
8. Bremen Nacht Alternative" (M. Smith) – 9:19 – version plus longue que la version vinyle
9. Guest Informant 'excerpt' (Hanley, Scanlon, M. Smith) – 0:39
10. Oswald Defence Lawyer" (Hanley, M. Smith) – 5:59
11. Tuff Life Booogie" (Hanley, M. Smith, B. Smith) – 2:44
  - Extrait du single Victoria de janvier 1988
12. Guest Informant (Hanley, Scanlon, M. Smith) – 5:47
  - Extrait du single Victoria
13. Twister (M. Smith, B. Smith) – 5:07
  - Extrait du single Victoria
14. There's a Ghost in My House (Holland-Dozier-Holland, R. Dean Taylor) – 2:37
  - Extrait du single There's a Ghost in My House, 27 avril 1987
15. Hit the North (Simon Rogers, M. Smith, B. Smith) – 4:00
  - Extrait du single Hit The North, 19 octobre 1987

### Version cassette
1. Frenz (M. Smith) – 3:28
2. Carry Bag Man (M. Smith) – 4:26
3. Get a Hotel (Hanley, Scanlon, M. Smith) – 4:38
4. Victoria (Davies) – 2:45
5. Athlete Cured (M. Smith) – 5:51
6. In These Times (M. Smith) – 3:25
7. The Steak Place (M. Smith, B. Smith) – 3:56
8. Bremen Nacht Alternative (M. Smith) – [mix différent de la version vinyle]
9. Guest Informant 'excerpt' (Hanley, Scanlon, M. Smith) – 0:39
10. Oswald Defence Lawyer (Hanley, M. Smith) – 5:59
11. Guest Informant (Hanley, Scanlon, M. Smith) – 5:47
12. Tuff Life Booogie (Hanley, M. Smith, B. Smith) – 2:44
13. Twister (M. Smith, B. Smith) – 5:07
14. Bremen Nacht Run Out (M. Smith) – 4:44

- Guest Informant 'excerpt' est issue d'un enregistrement différent de celles qui figurent sur les éditions CD et cassette et sur le single Victoria.

Une autre version cassette, avec un lettrage rouge sur la pochette, inclut les titres, crédits et durées suivants :
1. Frenz (M. Smith) – 3:24
2. Carry Bag Man (M. Smith) – 4:00
3. Get a Hotel (M. Smith, Scanlon) – 4:29
4. Victoria (Davies) – 2:40
5. Athlete Cured (M. Smith) – 4:45
6. Bremen Nacht Run Out (M. Smith) – 4:44
7. Guest Informant (M. Smith, Hanley, Scanlon) – 5:51
8. In These Times (M. Smith) – 3:15
9. The Steak Place (M. Smith, B. Smith) – 3:55
10. Bremen Nacht (M. Smith) – 7:00
11. Guest Informant excerpt' (Scanlon, Hanley) – 0:40
12. Oswald Defence Lawyer (M. Smith) – 5:30
13. Tuff Life Booogie (M. Smith, B. Smith, Hanley) – 2:42
14. Twister (M. Smith, B. Smith) – 5:08

## Personnel
- The Fall :
  - Mark E. Smith – chant, piano électrique
  - Brix Smith – guitare lead, chœurs
  - Craig Scanlon – guitare rythmique, chœurs
  - Steve Hanley – basse, chœurs
  - Simon Wolstencroft – batterie, chœurs
  - Marcia Schofield – claviers, chœurs
- Simon Rogers – guitare électro-acoustique, saxophone, claviers